# متلازمة الشريان المخي الخلفي
متلازمة الشريان المخي الخلفي، هي حالة ينقص فيها إمداد الدم القادم عبر الشريان المخي الخلفي ما يؤدي إلى اضطراب وظيفة الأجزاء التي يغذيها؛ أي الفص القذالي والصدغي السفلي وجزء كبير من المهاد والجزء العلوي من جذع الدماغ والدماغ المتوسط.
يعيق ذلك تدفق الدم إلى الدماغ بطريقة شبه فورية. يشبه تعبير مطرقة الدم ظاهرة الطرق المائي المعروفة في الهيدرولوجيا، وفيها تحدث زيادة مفاجئة في ضغط الدم ضمن الجزء الواقع قبل موقع الانسداد. يعد الفهم الكامل للعلاقة بين المؤشرات الميكانيكية إحدى المسائل الحاسمة في الانسداد الوعائي، وقد تلعب دورًا مهمًا في تشخيص أمراض الأوعية الدموية وفهمها وعلاجها في المستقبل.
قد تختلف العلامات والأعراض بين الأشخاص المصابين بمتلازمة الشريان المخي الخلفي اعتمادًا على موقع الانسداد وشدته. يسبب انسداد الجزء القريب من الوعاء عجزًا طفيفًا فقط بسبب حصول المنطقة على تروية ثانوية من نصف الكرة المقابل عبر الشريان المخي الموصل الخلفي. في المقابل، يؤدي انسداد الجزء البعيد إلى مضاعفات أكثر خطورة. قد تنجم الاضطرابات البصرية، كالعمه أو عمى التعرف على الوجوه أو العمى القشري (بوجود احتشاءات ثنائية الجانب)، عن التلف التالي لنقص تروية الفص القذالي. قد يؤدي انسداد فروع الشريان المخي الخلفي المغذية للمهاد إلى الألم المركزي التالي للسكتة المخية، بينما تسبب آفات الفروع تحت المهادية مجموعة متنوعة من الإعاقات.
يعاني مرضى متلازمة الشريان المخي الخلفي الأيسر من تعذر القراءة دون تعذر الكتابة؛ حيث تكون الآفة في شريط الجسم الثفني.

## العلامات والأعراض
آفات المنطقة المحيطية
1. عمى شقي متماثل في الشق المقابل من الجسم.
2. عمى قشري مع أذية ثنائية الجانب لفروع الفص القذالي.
3. عمه إبصاري.
4. عمه التعرف على الوجوه.
5. عسر القراءة وحبسة التسمية ومشاكل في تسمية الألوان وتمييزها.
6. مشاكل في الذاكرة.
7. التوهان الطبوغرافي.

آفات المنطقة المركزية
1. ألم مركزي تالي للسكتة المخية (المهادية): ألم عفوي وعسر حس واضطرابات حسية.
2. حركات لا إرادية: رقاص ورعاش قصدي وحركات رقصية نصفية.
3. خزل شقي في الجزء المقابل.
4. متلازمة ويبر: شلل العصب المحرك للعين.
5. متلازمة بالينت: فقدان حركات العين الإرادية والرنح بصري وعمه تعرف الشبيه (عدم القدرة على إدراك الأشياء المرئية ككل).[4]

## التشخيص
- التصوير المقطعي المحوسب لنفي السبب النزفي.[5]
- التصوير بالرنين المغناطيسي، ويعتبر المعيار الذهبي.